# Córrego Baronesa
O Córrego Baronesa nasce no bairro de Baronesa em Osasco, passa pelo município e deságua no Rio Tietê. É o maior córrego de Osasco, mas sofre com a poluição como todos córregos da cidade, com exceção do Lago Jardim Três Montanhas.